# Alakanuk
Alakanuk és una població dels Estats Units a l'estat d'Alaska. Segons el cens del 2007 tenia 703 habitants.

## Demografia
Segons el cens del 2000, Alakanuk tenia 652 habitants, 139 habitatges, i 118 famílies La densitat de població era de 7,8 habitants/km².
Dels 139 habitatges en un 59,7% hi vivien nens de menys de 18 anys, en un 57,6% hi vivien parelles casades, en un 12,9% dones solteres, i en un 15,1% no eren unitats familiars. En el 10,8% dels habitatges hi vivien persones soles el 2,9% de les quals corresponia a persones de 65 anys o més que vivien soles. El nombre mitjà de persones vivint en cada habitatge era de 4,69 i el nombre mitjà de persones que vivien en cada família era de 5,19.
Per edats la població es repartia de la següent manera: un 44,6% tenia menys de 18 anys, un 12,9% entre 18 i 24, un 21,9% entre 25 i 44, un 13,7% de 45 a 60 i un 6,9% 65 anys o més.
L'edat mediana era de 20 anys. Per cada 100 dones hi havia 111 homes. Per cada 100 dones de 18 o més anys hi havia 109,9 homes.
La renda mediana per habitatge era de 26.346 $ i la renda mediana per família de 26.500 $. Els homes tenien una renda mediana de 19.792 $ mentre que les dones 32.500 $. La renda per capita de la població era de 6.884 $. Aproximadament el 32,5% de les famílies i el 33,8% de la població estaven per davall del llindar de pobresa.

## Poblacions properes
El següent diagrama mostra les poblacions més properes.